# Anna Ehrentraut von Klitzing
Anna Ehrentraut von Klitzing, gift von Platen (10. februar 1628 i Köln – 1694) var en tysk adelsdame, der fra 1685 til sin død var overhofmesterinde for de danske prinsesser Sophie Hedevig og Christiane
15. april 1649 ægtede hun kurbrandenborgsk gehejmeråd Claus Ernst von Platen (1625-1669). Blandt deres børn fire børn var bygmesteren Wilhelm Friedrich von Platen.